# Жан-Аул
Жан-Ау́л (каз. Жаңаауыл) — посёлок в Камызякском районе Астраханской области. Административный центр Жан-Аульского сельсовета. Более 80 % населения посёлка составляют казахи.

## История
В XIX веке в районе современного Жан-Аула располагался сезонный рыбацкий посёлок Бело-Ильменский, состоявший из нескольких домов, принадлежавших рыбопромышленнику Агабабову. Первые постоянные жители появились на этой территории в 1910 году, среди них были русские семьи Шишкиных, Жихаревых, Зеленских, Овсянниковых, Кентасовых. Казахские поселенцы, потомки которых составляют большинство сегодняшнего населения посёлка, стали прибывать после 1917 года.
В 1928 году в Бело-Ильменском открылась начальная школа. В 1930 году жители посёлка вступили в колхоз «Путь Ленина» с центром в селе Увары. 15 февраля 1933 года в Бело-Ильменском был образован самостоятельный колхоз «15-я годовщина РККА», первым председателем которого стал Урумбаев. После этого Бело-Ильменский был переименован в Жан-Аул. Это название происходит от казахского жаңа ауыл, что в переводе означает «новый посёлок». Колхоз занимался рыбодобычей, растениеводством, животноводством. После образования колхоза в посёлок стало переселяться больше казахский семей с окрестных островов — Дусалиевы, Шамбаевы, Иманалиевы и другие.

## География
Посёлок находится в южной части области, на левом берегу рукава Кизань дельты реки Волги в 16 км к югу от города Камызяк и в 43 км от Астрахани.
Климат умеренный, резко континентальный.
Через посёлок проходит автодорога Астрахань — Кировский.

## Население
По данным Всероссийской переписи населения 2010 года, в посёлке проживало 875 людей, из них 426 мужчины (48,7 %) и 449 женщины (51,3 %). Большую часть населения составляют казахи, а оставшуюся русские и другие национальности.
| 2002 | 2010 | 2013 |
| ---- | ---- | ---- |
| 955  | ↘875 | ↗941 |

| Национальность | Численность (2010) | Процент |
| -------------- | ------------------ | ------- |
| Казахи         | 701                | 80,1%   |
| Русские        | 122                | 13,9%   |
| Китайцы        | 6                  | 0,7%    |
| Немцы          | 3                  | 0,3%    |
| Не указана     | 43                 | 4,9%    |
| Всего          | 875                | 100%    |

## Инфраструктура
В посёлке работают школа им. Мухтара Ауэзова, детский сад, магазины, дом культуры, здание сельсовета, стадион и рыболовная база отдыха.